# Gonçalo Pereira Caldas
Gonçalo Pereira Caldas (1738 - 26 de Setembro de 1809), senhor da Casa de Sende em Cambeses (Monção), fidalgo da Casa Real, comendador da Ordem de Cristo, governador das armas do Minho, tenente general.
Esteve na frente da guerra contra a invasão dos exércitos napoleónicos, assim como ao seu serviço fruto da sua ocupação subordinada ao governo da Galiza, no início a Guerra Peninsular. Depois, entre 1807 e 1808, teve um relevante papel nas estratégias de defesa da fronteira norte de Portugal contra os mesmos franceses. 

## Biografia
Seguiu a carreira das Armas e acompanhou o pai durante a sua permanência no governo do Maranhão, com a patente de capitão de Infantaria. 
Na data do seu casamento, em Dezembro de 1779, era coronel de Infantaria na Praça-forte de Valença e seu comandante até a 1796, por promoção. 
Já com o posto de marechal-de-campo e na qualidade de encarregado do governo das armas da Província do Minho, no dia 28 de agosto de 1793, esteve presente como testemunha na posse do senhorio da Vila de Lanheses e dos oficiais da câmara eleitos, para o referido município, em ato que decorreu na localidade e que contou com a presença do empossado, Sebastião Pereira Cirne de Abreu, entre outros.
Foi comandante da 4.ª Divisão (3.ª Divisão de Entre Douro e Minho) do Exército do Norte em 1801.
Para proceder à divisão do Perímetro Florestal da Herdade da Contenda com Espanha, em 1803, foi nomeado como comissário e plenipotenciário pelo lado de Portugal e mais tarde substituído pelo brigadeiro de artilharia José António da Roza coadjuvado pelo engenheiro Conrado Henrique Niemeyer.
A partir de 1803, terá ascendido ao posto de tenente-general. Entre 1803 a 1807 foi, além disso, presidente da Irmandade de Nossa Senhora dos Milagres. 
Teve um palacete em Viana do Castelo, que na altura ficava na parte oriental da Praça D. Fernando, e cuja filha Francisca vendeu ao general Luís do Rego Barreto, e que mais tarde foi uma Escola Industrial e hoje sede do IPVC.

## Dados genealógicos
Gonçalo Pereira Caldas era filho de Gonçalo Pereira Lobato e Sousa e de D. Joana Maria Pereira de Castro.  
Casou, em 1 de Dezembro de 1779,  na Capela de Sende, com:
- D. Inácia Antónia Micaela de Castro Bacelar e Vasconcelos (- 22 de Novembro de 1815)[19], de Valença. Esta era filha de Francisco Pereira de Castro, cavaleiro da Ordem de Cristo, e de D. Rosa Luísa de Lanções Melo. Neta de Gabriel Pereira de Castro, juiz dos Órfãos da Vila e termo de Valença e capitão de Ordenanças, e de D. Maria Xavier de Castro e Vasconcelos, de Valença[20].

Tiveram:~
- D. Francisca Pereira Caldas, filha herdeira. casada 1.ª vez com João Lopes de Azevedo[21], 29.º senhor do Couto de Azevedo. Depois de viúva, foi casada 2.ª vez com João da Cunha Soto-Maior, Grão-Mestre do Grande Oriente Lusitano (1821 e 1823[22].
- D. Inácia Delfina Cândida Pereira Caldas ( - 29 de Setembro de 1794), casada a 27 de Novembro de 1815, com António Lobo Teixeira de Barros de Barbosa (2 de Dezembro de 1777 - 25 de Agosto de 1829), 5. ° senhor do Morgado de S. José de Sabrosa e Provesende, fidalgo da Casa Real, comendador da Ordem da Torre Espada, cavaleiro da Ordem de S. Bento de Aviz, governador das Armas do Minho, Porto e Beira Baixa[23].

Teve, como filho ilegítimo:
- José João Beckman e Caldas, cónego, provisor e vigário--geral da Diocese do Maranhão, suplente de deputado às Cortes de Lisboa, no Brasil[24].